# Нижнеиртышское
Нижнеиртышское — село в Саргатском районе Омской области России. Административный центр и единственный населённый пункт  Нижнеиртышского сельского поселения.
Население 1270 чел. (2023) .

## История
В соответствии с Законом Омской области от 30 июля 2004 года № 548-ОЗ «О границах и статусе муниципальных образований Омской области» село возглавило Нижнеиртышское сельское поселение.

## География
Расположено Нижнеиртышское в центре региона, у озёр Ашкуль, Соснино, по берегу Иртыш.
Абсолютная высота — 84 м. над уровнем моря.

## Население
| 2010  | 2011  | 2012  | 2013  | 2014  | 2015  |
| ----- | ----- | ----- | ----- | ----- | ----- |
| 1484  | ↘1478 | ↘1473 | ↘1451 | ↗1460 | ↘1434 |
| 2016  | 2017  | 2018  | 2019  | 2020  | 2021  |
| ↘1415 | ↘1410 | ↗1431 | ↗1445 | ↘1436 | ↘1309 |
| 2023  |       |       |       |       |       |
| ↘1270 |       |       |       |       |       |

Гендерный состав
По данным Всероссийской переписи населения 2010 года в гендерной структуре населения из 1484 человек мужчин — 678, женщин — 806 (45,7 и 54,3 % соответственно) .
Национальный состав
Согласно результатам переписи 2002 года, в национальной структуре населения русские составляли 88 % от общей численности населения в 1535 чел. 

## Инфраструктура
Администрация сельского поселения.

## Транспорт
стоит на автодороге «Омск — Тара» (идентификационный номер 52 ОП РЗ К-4).
Водный транспорт: Теплоходная транспортная линия Омск - Салехард.